# Gymnázium Kadaň
Gymnázium Kadaň je čtyřleté a osmileté gymnázium s možností specializace na přírodovědný nebo humanitní směr po 2. ročníku studia. Sídlí v Kadani v ulici 5. května. Heslem školy je Consultum bene iuventae est (Mládí v dobrých rukou). Pod stejným názvem je veden i Školní vzdělávací program. Od roku 2018 se škola stala 7. fakultní školou Přírodovědecké fakulty Univerzity J. Evangelisty Purkyně v Ústí nad Labem.

## Úvod
Kadaňské gymnázium je 5. nejstarší střední školou Ústeckého kraje a celého českého severozápadu. Navazuje na bohatou tradici městské latinské školy v Kadani, která již ve středověku byla předním školským ústavem, vyhledávaným studenty z Čech i okolních zemí. Zároveň se hlásí k odkazu humanistické akademie, vedené na hradě Hasištejně u Kadaně vzdělaným aristokratem Bohuslavem Hasištejnským z Lobkowicz († 1510). Je také nástupcem gymnázia v Doupově, zřízeného již roku 1767, neboť u zrodu gymnaziálního ústavu v Kadani stáli právě doupovští piaristé. Od svého založení v roce 1803 představovalo kadaňské gymnázium (Gymnasium Caadanense) klíčovou vzdělávací a kulturní instituci rozsáhlé oblasti Kadaňska, kterou navštěvovali studenti nejen z Kadaně, ale též z Vejprt, Přísečnice, Kovářské, Perštejna, Klášterce nad Ohří, Radonic, Vilémova, Mašťova či Doupova. Gymnázium významně přispívalo k vytváření kadaňských městských a regionálních elit, zdejší absolventi mířili na důležité středoevropské univerzity v Praze, Vídni, Innsbrucku, Mnichově, Lipsku a Berlíně.

## Vybavení

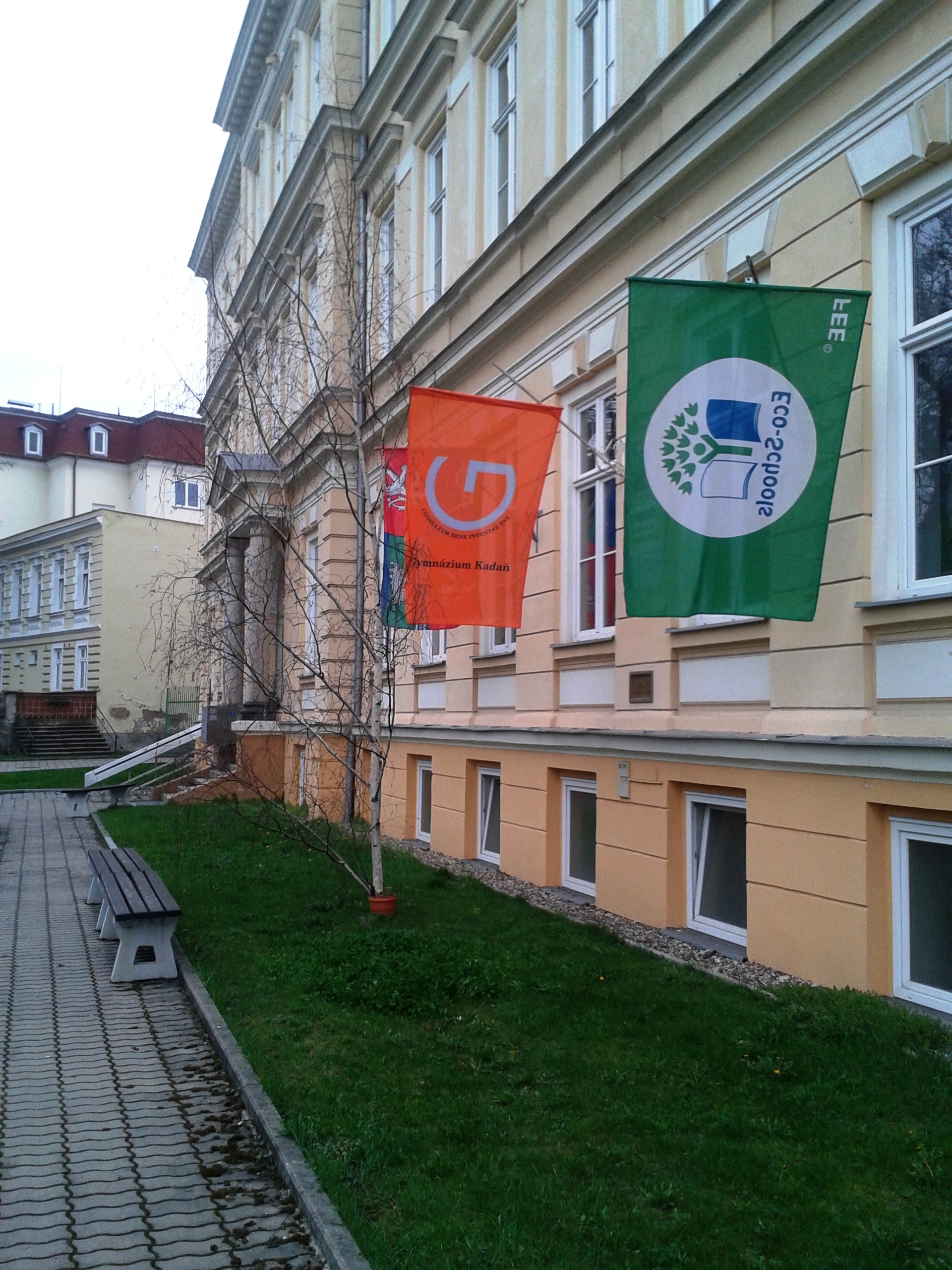
Budova gymnázia

Výuka probíhá v 16 kmenových učebnách. Na konci roku 2018 má škola komplexně modernizovaných 6 učeben (biologie, multimediální, kmenová třída, chemie, fyziky a výpočetní techniky) 2 laboratoře (chemie a fyziky), 2 kabinety, 1 sklad chemického materiálu a multifunkční moderní prostor sloužící pro studium, odpočinek, setkávání a společenské akce. Učebny jsou vybavené novým nábytkem a multimediální technikou s prostorovým ozvučením, interaktivní tabulí, dataprojektorem, zatemněním. Dalších 10 učeben, 5 kabinetů, tělocvična a kancelář prošlo částečnou rekonstrukcí. Pět učeben je akusticky upravených pro výuku jazyků. K výuce výpočetní techniky se využívají dvě učebny s 15 počítači s Windows, 30 tablety s Android a mobilní učebnou založenou na AirPad 2. Pro výuku tělesné výchovy a sportovní kroužky jsou určeny dvě tělocvičny. Ve větší z nich je horolezecká stěna, menší je doplněna posilovnou. Různé akce, soutěže, shromáždění a setkání se soustřeďují v aule, která zároveň slouží jako knihovna a studovna. 

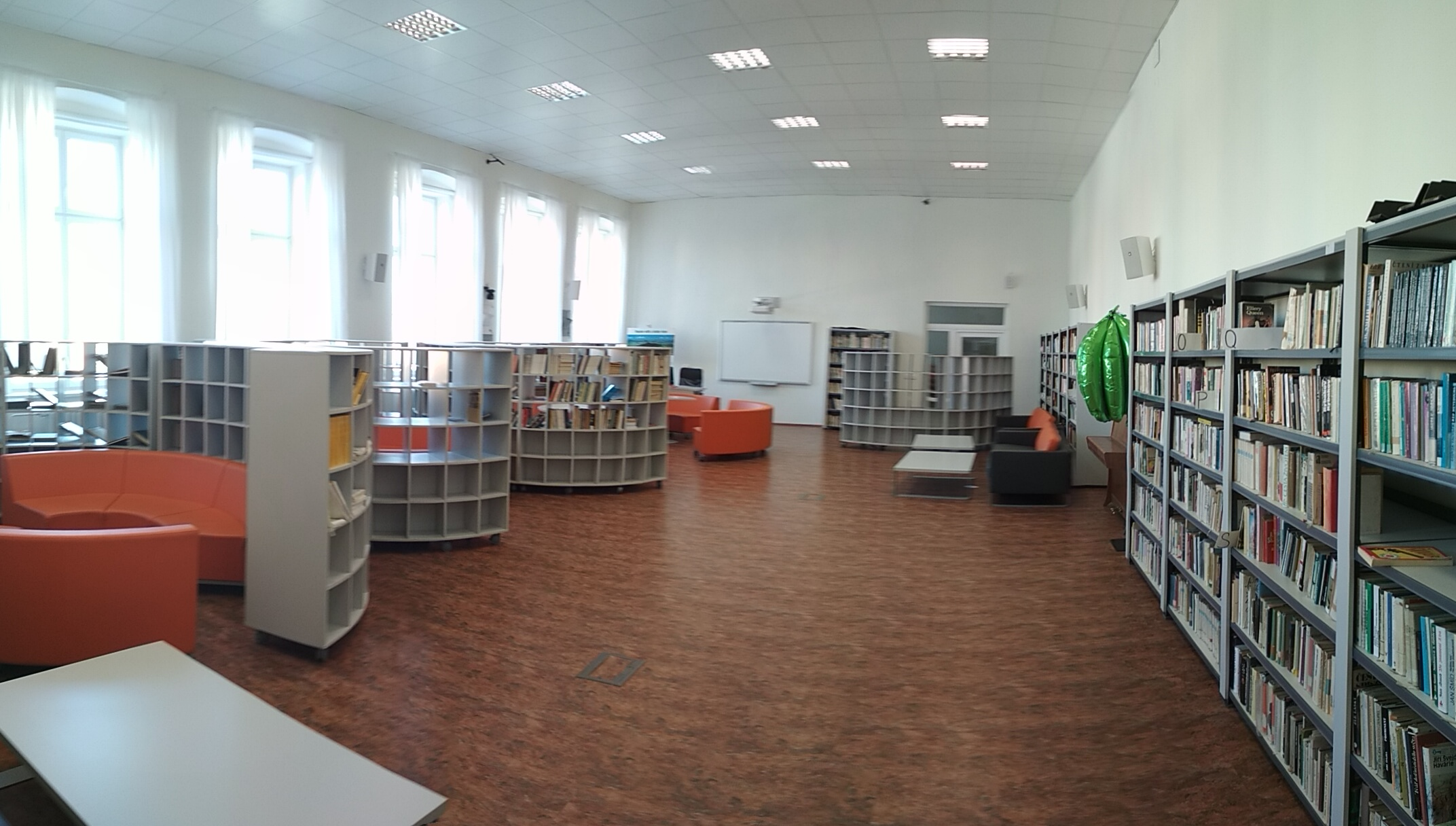
Aula po rekonstrukci

Součástí vybavení gymnázia je automatická meteorologická stanice, která průběžně zobrazuje data na webové stránce školy.

## Historie
Historie Gymnázia v Kadani začala už v roce 1803, kdy byla založena piaristická kolej. 24. října roku 1803 bylo zahájeno vyučování na šestitřídním gymnáziu. Školu navštěvovalo celkem 99 studentů. Ale teprve 26. února roku 1804 bylo z radnice městské veřejnosti oznámeno zřízení Gymnázia v Kadani.
Gymnázium sídlilo v budově dnešního Okresního archivu v Kadani, dříve budova minoritského kláštera, ta byla v květnu 1788 zničena požárem. Kadaňští měšťané měli zájem, aby se budova opravila, předala zpět příslušníkům řádu a aby v této budově bylo zřízeno gymnázium.
Kronika uvádí jména 21 členů městského zastupitelstva, kteří nejen svým souhlasem, ale i vydanými finančními a věcnými příspěvky umožnily zřízení gymnázia. Bylo zahájeno jednání s rektorem piaristického gymnázia v Doupově, páterem Hieronymem Ultschem, který získal pro návrh založit v Kadani gymnázium řízené piaristickými mnichy souhlas nejen provinciála řádu Franze Frize, ale i řádové kapituly v Litomyšli. Po otevření školy se stal páter Ultsch jejím prvním ředitelem.
V roce 1811 kronika zaznamenává velký požár města, který postihl i budovu gymnázia, které do této doby prosperovalo. Přidaly se ještě další nepříznivé okolnosti, snížení hodnoty dotačního fondu, narůstající drahota, a tak bylo v roce 1823 gymnázium zrušeno. Oficiálně bylo zrušeno již císařským výnosem z 22. října 1822. Ale ještě konce srpna 1823 složili studenti poslední závěrečné zkoušky, 9. listopadu byli odvoláni řádoví profesoři z Kadaně a první kadaňské gymnázium zaniklo.
Členové kadaňského zastupitelstva nikdy neopustili myšlenku obnovit školu vyššího typu, a tak v roce 1853 byla ve městě zřízena nižší reálná škola a připravovaly se podmínky pro zřízení úplného vyššího gymnázia, výuka probíhala v provizorních prostorách. 14. února 1872 byla zahájena výstavba gymnaziální budovy a již 4. října 1873 byla slavnostně vysvěcena a otevřena. Budova sloužila k účelům gymnaziální výuky do záři roku 1951.
Od roku 1891 neslo Gymnázium v Kadani název státní gymnázium a v této podobě fungovalo až do roku 1939, kdy v důsledku odtržení Sudet se změnilo na vyšší školu pro chlapce. Státní gymnázium bylo školou německou, čeští studenti v něm byli zapsáni velmi zřídka. Existence tohoto ústavu skončila v roce 1945. V roce 1947 započala historie českého gymnázia. Prvním ředitelem byl Václav Vilímek. Státním reálné gymnázium v Kadani fungovalo v letech 1947–1951. V roce 1951 bylo Gymnázium v Kadani zrušeno a místo něho byla zřízena průmyslová škola.
V roce 1953 podle nové školské reformy dochází ke zřizování jedenáctiletých středních škol. Prvním ředitelem jedenáctileté střední školy se stal Václav Lemberg. Škola sídlila v budově dnešního gymnázia. V roce 1959 se škola přestěhovala do budovy dnešní Základní školy Rudolfa Koblice. V roce 1960 se jedenáctiletá škola změnila na všeobecně vzdělávací školu – dvanáctiletku, která měla devět ročníků ZŠ a tři ročníky střední všeobecně vzdělávací školy. V roce 1964 došlo k oddělení ročníku střední všeobecně vzdělávací školy od základní školy a vytvořila se tak samostatná SVVŠ. Novým ředitelem byl Josef Pavlík. V roce 1968 vzniká čtyřleté gymnázium s větví přírodovědnou a humanitní. V roce 1972 vycházejí první maturanti čtyřletého gymnázia. Od roku 1978 sídlí gymnázium v dnešní budově – tj. ulice 5. května 620. Od roku 1990 bylo povoleno ministerstvem zřizování sedmiletých a osmiletých gymnázií, i Gymnázium Kadaň tento projekt realizovalo. Ve školním roce 1990/91 vznikly dvě třídy sedmiletého gymnázia a ve školním roce 1996/97 končili první maturanti víceletého gymnázia. První studenti osmiletého gymnázia maturovali ve školním roce 2002/2003.
V roce 2018 Gymnázium oslavilo 215 let od svého vzniku.
|           |           |           |           |                 |
| 1803–1823 | 1871–1951 | 1953–1959 | 1959–1978 | 1978–současnost |
| --------- | --------- | --------- | --------- | --------------- |

## Aktivity

Nakladatelství Gymnázium Kadaň

### Vydávání knih
Od roku 2013 má Gymnázium v Kadani své nakladatelství, které využívá pro vydávání publikací věnující se pedagogicko-výzkumným tématům učitelů, absolventů a studentů.
V roce 2016 se podařilo studentům kadaňského gymnázia, Jakubu Fialovi a Ondřeji Kočanovi, uspět v soutěži Středoškolská odborná činnost se svým návrhem inovativní učebnice angličtiny. Tu později vydali v gymnaziálním nakladatelství pod názvem Improve Yourself a sklízí s ní další úspěchy. Třeba i na Rádiu Wave, DVTV či v České televizi, a ve svém úsilí ani po třech letech nepolevují.

### Moderní technologie ve výuce
Dne 7. listopadu 2013 započal na Gymnáziu Kadaň pilotní projekt FlexiBook 1:1. Jeho cílem bylo vyzkoušet výuku v plně digitalizovaném formátu na druhém stupni české vzdělávací soustavy, kdy výuka s interaktivní učebnicí v iPadu plně nahradila tištěnou učebnici. Cílem projektu bylo také zjistit i osobní názory profesorů i studentů na rozdíly výuky s papírovou a elektronickou učebnicí.

### Zahraniční projekty
Gymnázium Kadaň se v září 2011 na 2 roky zapojilo do programu COMENIUS Partnerství škol s projektem Student Climate Research Campaign (SCRC). Jde o projekt založený na spolupráci 12 škol z 9 evropských států v oblasti měření kvality klimatu.
Dalším projektem byl Be SUstainable to SUstain the WORLD', který se zaměřoval na oblasti využití obnovitelných zdrojů energie, tak zároveň do poznávání jiných kultur a zvyšování jazykových dovedností.
Nejstarším výměnným pobytem (od roku 1995) jsou každoroční akce s gymnáziem ve Weissenburgu.
Tradiční setkávání našich a německých studentů z Evangelického gymnázia v Annaberg-Buchholz se v posledních letech rozrostlo o kulturně-vzdělávací aktivity a intenzivní regionální spolupráci.
V roce 2016, 2017 i 2018 se studenti gymnázia účastní výměnného pobytu s nizozemskou školou Isendoorn College v Zutphenu. Projekt obvykle zahrnuje týdenní pobyt v Nizozemsku a týdenní návštěvu holandských studentů v Kadani.

### Ekologicky zaměřené aktivity
Gymnázium v Kadani se dlouhodobě věnuje problematice udržitelného rozvoje, ekologii a environmentální výchově. V rámci tohoto zaměření se škola zapojuje do množství projektu a aktivit, které pomáhají vychovávat nové generace k odpovědnému přístupu k životu. Za své působení škola získala mnoho ocenění (v roce 2012 např. 2. místo v prestižní soutěži E.ON Energy GLOBE Award ČR) a v roce 2012 obdržela PaedDr. Hana Kožíšková prestižní cenu Veroniky Svobodové za přínos v rozvoji ekologické výchovy v Ústeckém kraji.
V rámci programu Globe se od roku 1998 na škole provádí meteorologická, hydrologická, pedologická, biometrická a fenologická pozorování okolí školy. Výsledky zasílají studenti do NASA, kde jsou využívány pro vyhodnocování satelitních snímků povrchu Země. Na škole je zapojeno cca 70 studentů a 3 profesoři.
Mini GLOBE Games je terénní soutěž s ekologickou tematikou pro tříčlenná družstva žáků základních škol a víceletých gymnázií v okrese Chomutov. Studenti Gymnázia Kadaň každoročně celý projekt vymýšlejí, připravují a realizují, tím získají cenné odborné a organizační dovednosti využitelné v dalším studiu a životě.
Ekoškola (Eco-Schools) je mezinárodní vzdělávací program, kde studenti a profesoři aktivně spolupracují od roku 2009. Program vede tzv. Ekotým, který připravuje a vyhodnocuje návrhy na činnosti ostatních studentů a pracovníků školy, které vedou k lepšímu porozumění a informovanosti ohledně ekologických témat. V České republice zajišťuje program Sdružení TEREZA Praha.
Projekt Světová škola organizují neziskové organizace Člověk v tísni a ADRA. Gymnázium Kadaň je škola, která se věnuje globálnímu rozvojovému vzdělávání a vede své studenty k tomu, aby se zajímali o život v rozvojových zemích. Uskutečňuje zajímavé projekty, jejichž pomocí upozorňuje na různé globální problémy. Za svou práci byli učitelé, ale zejména studenti, oceněni, a získali titul Světová škola.
Škola se zapojuje i do úklidových akcí ve městě – například Ukliďme Česko. Žáci pravidelně uklízí okolí kostela Svatého Vavřince v Želině či Krušné hory.

## Významné osobnosti Gymnázia v Kadani
- Howorka Franciscus Wenzel – (1851–1913) pedagog, přírodovědec, autor učebnice rybářství a propagátor lososů v Ohři
- P. Virgil Grimmich – (1861–1903) filozof, teolog, profesor na univerzitě ve Vídni a Praze
- Karl Wilhelm Gawalowski – (1861–1945) spisovatel, knihovník, ředitel štýrské zemské knihovny
- Karl Prodinger – (1875–1948) pedagog (1902–1905 profesor na kadaňském gymnáziu), alpinista
- Carl Furtmüller – (1880–1951) pedagog a propagátor individuální psychologie
- Victor Hadwiger – (1878–1911) básník, spisovatel a literární expresionista
- Josef Henrich – (1879–1943) lesní inženýr, ochránce přírody a spisovatel
- Theodor Innitzer – (1875–1955) kardinál a vídeňský arcibiskup
- Alfred Kleinberg – (1881–1939) gymnaziální profesor a odpůrce nacionálního socialismu
- Vojtěch Kraus – (1944–2022) gymnaziální profesor a malíř
- Josef Wilhelm Löschner – (1809–1888) průkopník moderní evropské balneologie
- Johann Nepomuk Oettl – (1801–1866) zakladatel moderního českého včelařství
- Robert Anton Pöpl – (1812–1866) františkánský kněz, vzdělanec a otec sirotků
- Josef Chaim Sagher – (1875–1946) sionista a poslední kadaňský rabín
- Walter Serner – (1889–1942) spisovatel a spoluzakladatel dadaismu
- Heribert Sturm – (1879–1981) historik, vlastivědec a archivář
- Hugo Karl Tippmann – (1875–1942) americký básník a žurnalista

### Současné osobnosti
- Miroslava Kopicová – (1951) česká politička,  ředitelka Národního vzdělávacího fondu, v letech 2009–2010 ministryně školství, mládeže a tělovýchovy
- Zdeněk Kožíšek, CSc. – fyzik, Fyzikální ústav AV ČR, v. v. i.
- Pavel Lev – (1954) grafický designér, spoluzakladatel Studia Najbrt
- Petr Hlaváček – (1974) historik kulturních a náboženských dějin středověku a raného novověku
- Lucie Chvojková – (1975) novinářka, cestovatelka, podnikatelka, tlumočnice
- Petra Martišková – (1977) redaktorka, spisovatelka
- Lucie Husárová – novinářka
- Vratislav Hůrka - (1947) fotograf a kameraman

## Ředitelé Gymnázia v Kadani
Ředitelé Gymnázia v Kadani 1803 – 1823
| Pořadí | Představitel      | Období působení |
| ------ | ----------------- | --------------- |
| 1      | Hieronymus Ultsch | 1803–1809       |
| 2      | Adauct Winarsch   | 1809–1813       |
| 3      | Octavian Hanl     | 1813–1814       |
| 4      | Philibert Fritsch | 1814–1823       |

Ředitelé Gymnázia v Kadani 1853 – 1947
| Pořadí | Představitel          | Období působení |
| ------ | --------------------- | --------------- |
| 1      | Dr. Johann Reich      | 1853 – 1859     |
| 2      | Joseph Wollmann       | 1859 –          |
| 3      | Franz Maln            | ? 1873          |
| 4      | Josef Loos            |                 |
| 5      | Moritz Plahl          | 1877–1892       |
| 6      | Ludwig Appel          | 1892–           |
| 7      | Alexander Tragl       | –1920           |
| 8      | Oskar Wolfgramm       | 1920–1930       |
| 9      | Adolf Kutschera       | 1930–1931       |
| 10     | Karl Gröschl          | 1931–1937       |
| 11     | Michael Kleinbruckner | 1937–1945       |

Ředitelé Gymnázia v Kadani od roku 1947
| PhDr. Václav Vilímek | Václav Lemberg | Josef Pavlík | Josef Kožíšek | Václav Vavřík | Jaroslav Podolák | PaedDr. Hana Kožíšková | Mgr. Petr Koritina (pověřený řízením) | Mgr. Tomáš Oršulák, Ph.D. |
| -------------------- | -------------- | ------------ | ------------- | ------------- | ---------------- | ---------------------- | ------------------------------------- | ------------------------- |
| 1947–1951            | 1955–1965      | 1965–1970    | 1970–1986     | 1986–1990     | 1990–1996        | 1996–2011              | 2011–2012                             | 2012–                     |
|                      |                |              |               |               |                  |                        |                                       |                           |